# Ranieri Mazzilli
Paschoal Ranieri Mazzilli (Caconde, 27 de abril de 1910 – São Paulo, 21 de abril de 1975) foi um advogado, jornalista e político brasileiro, tendo sido Presidente da República em dois momentos durante a década de 1960.
O primeiro, após a renúncia do titular Jânio Quadros, e durante a ausência do vice-presidente João Goulart, que estava em visita oficial à República Popular da China. Neste período, Mazzilli governou o país durante treze dias, de 25 de agosto a 7 de setembro de 1961. Mazzilli governou o Brasil, pela segunda vez, novamente por treze dias, de 2 de abril de 1964 até 15 de abril de 1964, por ocasião da cassação do mandato de João Goulart pelo Congresso Nacional em decorrência do Golpe de 1964.

## Biografia
Seu pai era Domenico Mazzilli (nome depois abrasileirado para Domingos Mazzilli Sobrinho), italiano de Montemurro, região da Basilicata, que emigrou para o Brasil em 1892, aos quinze anos de idade. Sua mãe, Angela Liuzzi, natural da mesma província, emigrou em 1889, aos dois anos de idade. Filho de imigrantes, Mazzilli teve uma infância modesta e começou a trabalhar bastante jovem. Ele tinha mais seis irmãos. Matriculou-se na Faculdade de Direito de São Paulo em 1930, mas não terminou os estudos. Entre 1930 e 1932 foi coletor de impostos em Taubaté. Combateu na Revolução de 1932, como primeiro-tenente, ao lado dos paulistas, tendo sido promovido a capitão. Em 1935 foi nomeado coletor fiscal de Sorocaba e Jundiaí e entre 1935 e 1939 foi professor de Economia na Escola de Comércio de Sorocaba. Retomou os estudos de Direito e formou-se em 1940 pela Faculdade de Direito de Niterói.
No Distrito Federal, à época na cidade do Rio de Janeiro, teve vários empregos no setor público, tendo sido diretor do Tesouro Público Nacional em 1942, secretário-geral de Finanças da Prefeitura do Distrito Federal em 1946, diretor da Caixa Econômica Federal do Rio de Janeiro em 1947 e do Banco da Prefeitura do Distrito Federal em 1948. Foi também chefe de gabinete do ministro da Fazenda Manuel Guilherme da Silveira, entre 1949 e 1951, ano em que elegeu-se deputado federal por São Paulo, filiado ao Partido Social Democrático (PSD). Reelegeu-se por diversas vezes consecutivas, tendo exercido os mandatos entre 1951 e 1966, na 39.ª, 40.ª, 41.ª e 42.ª legislaturas. Entre 1959 e 1965 assumiu a presidência da Câmara dos Deputados.
Seu irmão Hugo Mazzilli foi prefeito de Caconde. Seu primo Domingos Mazzilli foi prefeito de Muzambinho.

## Presidências interinas

### Primeiro período

Ranieri termina seu primeiro mandato passando a faixa presidencial a Jango.

Na qualidade de presidente da Câmara dos Deputados, conforme previa a Constituição vigente, assumiu a presidência da República algumas vezes. Como anotou o historiador Hélio Vianna, “Foi o Sr. Paschoal Ranieri Mazzilli o primeiro filho de imigrantes não portugueses a ocupar a Presidência da República do Brasil”. Dentre as vezes em que assumiu a Presidência da República, duas foram especialmente marcantes. A primeira, em 25 de agosto de 1961, em virtude da renúncia de Jânio Quadros e da ausência do vice-presidente João Goulart, que se encontrava em missão na China.  Nessa ocasião, os ministros militares do governo Jânio Quadros — general Odílio Denys (Exército), brigadeiro Gabriel Grün Moss (Aeronáutica) e almirante Sílvio Heck (Marinha) — formaram uma junta militar informal que tentou impedir, sem sucesso, a posse de João Goulart, abrindo-se uma grave crise político-militar no país. A solução para o impasse foi a aprovação pelo Congresso, em 2 de setembro, de uma emenda à Carta de 1946, instaurando o sistema parlamentarista de governo. João Goulart assumiu, então, a presidência em 7 de setembro de 1961. Dois dias antes, junto com o presidente do Senado Auro de Moura Andrade e Ernesto Geisel, recebeu Jango no aeroporto quando este retornou à Brasília.

### Segundo período

Ranieri passa a faixa presidencial a Castelo Branco, terminando seu segundo governo como presidente.

A segunda vez que o presidente da Câmara dos Deputados Ranieri Mazzilli assumiu a presidência da República interinamente de forma marcante, foi em 2 de abril de 1964, por ocasião da cassação do mandato de João Goulart pelo Congresso. Foi o senador Auro de Moura Andrade, ainda presidente do Senado Federal, que declarou vaga a presidência da República e empossou Ranieri como presidente. Em menos de três anos, era a sexta vez que assumia o cargo interinamente. Apesar disso, o poder de fato passou a ser exercido por uma junta, autodenominada Comando Supremo da Revolução, composta por três de seus ministros: o general Artur da Costa e Silva (Exército), o vice-almirante Augusto Rademaker Grünewald (Marinha) e o tenente-brigadeiro Francisco de Assis Correia de Melo (Aeronáutica). No dia 11 de abril de 1964, houve uma eleição indireta para presidente e vice-presidente, na qual Mazzili recebeu dois votos no primeiro escrutínio para este último cargo; e, no dia 15 de abril, Ranieri entregou o cargo ao marechal Humberto de Alencar Castelo Branco.
Os dois períodos em que Mazzilli foi presidente se caracterizaram por sua pouca influência nas decisões políticas. Assim, o Ato Institucional, depois conhecido como número 1, foi baixado no seu segundo período, com a assinatura dos ministros militares, que detinham o poder de fato, cabendo a Mazzilli um cargo apenas formal.
Revogou, em 13 de abril, o decreto nº 53 700 ou decreto da Superintendência de Política Agrária (SUPRA), assinado por Goulart no comício da Central do Brasil, em 13 de março de 1964. Tal decreto havia provocado forte reação nos setores mais conservadores e contribuído para a derrubada de João Goulart.
Tornou-se, junto com Getúlio Vargas e Luiz Inácio Lula da Silva, um dos únicos a serem presidentes em períodos interruptos. Embora não seja militar, seu segundo governo é considerado o primeiro da quinta República, mais conhecida como regime ou ditadura militar.

## Pós-presidência

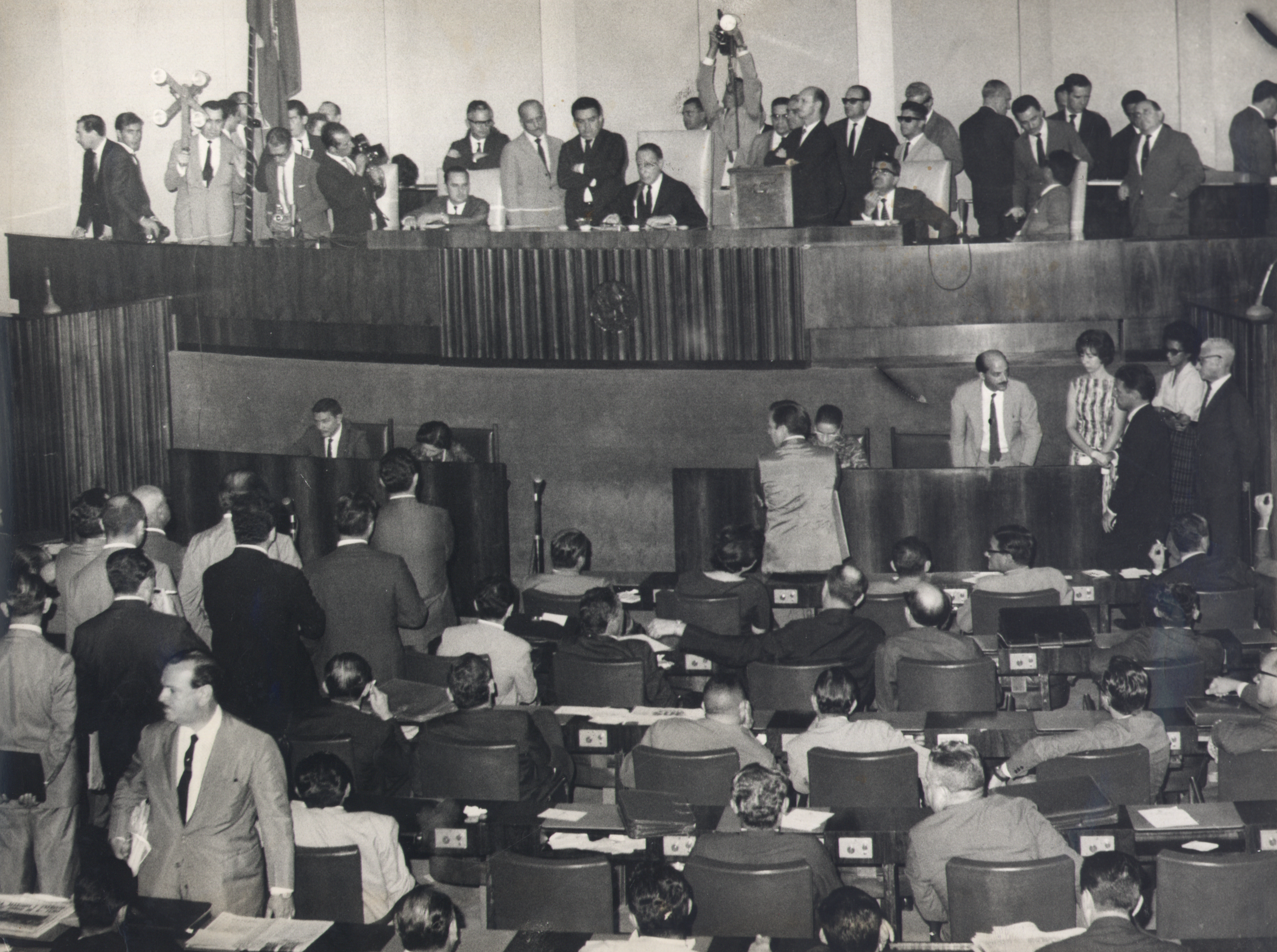
Ranieri Mazzilli é eleito presidente da Câmara (1964).

Em 1965, Mazzilli foi derrotado na sua candidatura à presidência da Câmara dos Deputados por Bilac Pinto, presidente da UDN e que contava com o apoio do governo, conquistando 167 votos contra 200 do seu adversário, deixando assim um cargo que exercia havia sete anos. Para o então presidente da República Castelo Branco, a volta de Mazzilli, pela 7ª vez consecutiva, à presidência da Câmara, era sinal de "um movimento nitidamente contrarrevolucionário resultante de calculadas manifestações dos inimigos da renovação política brasileira". Por esse motivo, Castelo vetou Mazzilli e convocou líderes ou representantes dos sete partidos para impedir sua reeleição à presidência da Câmara dos Deputados, pois o nome de Mazzilli era "inaceitável para o governo e para a revolução, por estar o parlamentar paulista 'envolvido pelos contrarrevolucionários'".
Mazzilli foi presidente da União Interparlamentar Mundial entre 1962 e 1966. Com a extinção pela ditadura militar dos antigos partidos políticos e a instalação do regime bipartidário no país, agora já pelo recém-criado Movimento Democrático Brasileiro (MDB), partido de oposição ao governo, do qual tinha sido um dos fundadores, em 1965, candidatou-se desta vez sem sucesso à Câmara dos Deputados em 1966. Neste mesmo ano se afastou da política para se dedicar à plantação de café, em Minas Gerais. Em 1973 retornou à vida partidária como presidente da Comissão de Ética do MDB de São Paulo. Mazzilli faleceu em São Paulo, em 21 de abril de 1975, vítima de complicações pós-operatórias.
De acordo com o sobrinho de Ranieri e filho de Hugo Mazzilli, o advogado e professor de Direito Hugo Nigro Mazzilli, o seu governo foi importante por evitar "derramamento de sangue" na transição entre democracia e ditadura, tendo seu tio não apoiado o golpe e encarado seus momentos na Presidência como imposição constitucional.

## Homenagens
Em Caconde, conforme a Lei nº 2 255, de 14/12/2005, o dia 27 de abril, data de aniversário Ranieri Mazzilli, é feriado municipal. Em sua cidade natal, ainda dá nome a uma praça e ao auditório municipal. É memorado em nome de ruas e avenidas de diferentes cidades do Brasil.